# 320e division d'infanterie (Allemagne)
La  320e division d'infanterie (en allemand : 320. Infanterie-Division ou 320. ID) est une des divisions d'infanterie de l'armée allemande (Wehrmacht) durant la Seconde Guerre mondiale.

## Historique
La 320e division d'infanterie est formée le 2 décembre 1940 dans le secteur de Lübeck dans le Wehrkreis X à partir des 58. et 254. Infanterie-Division en tant qu'élément de la 13. Welle (13e vague de mobilisation).
Après sa formation, elle est envoyée en France à Dunkerque en mai 1941 dans la 15. Armee au sein de l'Heeresgruppe D, puis en juin 1942 en Normandie dans la 7. Armee pour des taches d'occupation et de défenses côtières.
En janvier 1943, elle est transférée sur le Front de l'Est au sein de l'Heeresgruppe Sud.
Elle se bat à Kharkov et à Belgorod en 1943.
Coupée des lignes allemandes à Liman au sud-est de Kharkov par l'avance soviétique, la division retraite vers les Donets après avoir été sauvé par le renfort de la III. (gep.)/SS-Panzergrenadier-Regiment 2 "LSSAH" (appartenant à la Leibstandarte SS Adolf Hitler) commandé par le SS-Sturmbannführer Joachim Peiper
Elle est renforcée en personnel en mai 1944 en absorbant les éléments de la 5. Feld-Division (L) dissoute.
La division est détruite en août 1944 à Chişinau en Roumanie. Elle est officiellement dissoute le 9 octobre 1944.
Elle est reformée le 27 octobre 1944 en tant que 320. Volksgrenadier-Division.

### Autres emblèmes de la division
|  |

## Organisation

### Commandants
| Date                               | Grade                  | Commandant           |
| ---------------------------------- | ---------------------- | -------------------- |
| 15 décembre 1940 - 3 décembre 1942 | Generalleutnant        | Karl Maderholz       |
| 3 décembre 1942 - 26 mai 1943      | Generalleutnant        | Georg-Wilhelm Postel |
| 26 mai 1943 - 20 août 1943         | General der Infanterie | Kurt Röpke           |
| 20 août 1943 - 10 juillet 1944     | General der Kavallerie | Georg-Wilhelm Postel |
| 10 juillet 1944 - 2 septembre 1944 | Generalmajor           | Otto Schell          |

## Théâtres d'opérations
- Allemagne : Décembre 1940 - Mai 1941
- France : Mai 1941 - Janvier 1943
- Front de l'Est, secteur Sud : Janvier 1943 - Août 1944
  - 5 juillet au 23 août 1943 : Bataille de Koursk

## Ordres de bataille
1940
- Infanterie-Regiment 585
- Infanterie-Regiment 586
- Infanterie-Regiment 587
- Artillerie-Regiment 320
  - I. Abteilung
  - II. Abteilung
  - III. Abteilung
- Pionier-Bataillon 320
- Panzerjäger-Abteilung 320
- Nachrichten-Kompanie 320
- Versorgungseinheiten 320

1942
- Grenadier-Regiment 585
- Grenadier-Regiment 586
- Grenadier-Regiment 587
- Schnelle Abteilung 320
- Artillerie-Regiment 320
  - I. Abteilung
  - II. Abteilung
  - III. Abteilung
  - IV. Abteilung
- Pionier-Bataillon 320
- Nachrichten-Abteilung 320
- Versorgungseinheiten 320

1943-1944
- Grenadier-Regiment 585
- Grenadier-Regiment 586
- Grenadier-Regiment 587
- Füsilier-Bataillon 320
- Artillerie-Regiment 320
  - I. Abteilung
  - II. Abteilung
  - III. Abteilung
  - IV. Abteilung
- Pionier-Bataillon 320
- Panzerjäger-Abteilung 320
- Nachrichten-Abteilung 320
- Feldersatz-Bataillon 320
- Versorgungseinheiten 320

## Décorations
Des membres de cette division ont été récompensés à titre personnel pour leurs faits de guerre:
- Agrafe de la liste d'honneur : 14
- Croix allemande
  - en Or : 19
- Croix de chevalier de la Croix de fer
  - Croix de chevalier : 17
  - Feuilles de chêne : 2
  - Glaives : 1